# الببغاء الشمالي
روزيلا الشمالي او الببغاء الشمالي (Platycercus venustus)، المعروف سابقًا باسم ببغاء براون أو ببغاء المدخنة، هو نوع من الببغاوات الأصلية في شمال أستراليا، ويمتد من خليج كاربنتاريا وأرنهم لاند إلى منطقة كيمبرلي. وصفه هاينريش كوهل عام 1820، ويتم التعرف على نوعين فرعيين منه. يتميز هذا النوع بألوانه غير العادية بالنسبة لـالروزيلات، حيث يحتوي على رأس وعنق داكنين وخدين شاحبين—تكون بيضاء في النوع الفرعي في الإقليم الشمالي وزرقاء في النوع الفرعي hillii في أستراليا الغربية. يتميز غطاء الطائر والكتف باللون الأسود مع خطوط صفراء دقيقة، بينما يكون الظهر والعجز والبطن باللون الأصفر الباهت مع خطوط سوداء دقيقة. ذيله الطويل أخضر مزرق، وأجنحته سوداء وبنفسجية زرقاء. يتشابه الجنسين في الريش، في حين أن الإناث والطيور الصغيرة تكون أكثر بهتانًا مع بقع حمراء أحيانًا.
يعيش هذا النوع في الغابات المفتوحة والسافانا، ويتغذى بشكل أساسي على بذور النباتات وخاصة الأعشاب والأوكاليبتوس، بالإضافة إلى الأزهار والتوت، وقد يأكل حشرات. يبني أعشاشه في تجويف الأشجار. وعلى الرغم من ندرته، فإنه يصنف كـأقل اهتمام ضمن الاتحاد الدولي لحفظ الطبيعة على القائمة الحمراء للأنواع المهددة بالانقراض.

## التصنيف والتسمية
وُصف الببغاء الشمالي لأول مرة باسم Psittacus venustus من قبل عالم الطبيعة الألماني هنريش كول في عام 1820. اعتمد الوصف على رسم توضيحي لـفرديناند باور من عينة جمعها روبرت براون في فبراير 1803، خلال رحلة ماثيو فليندرز حول الساحل الأسترالي. الاسم المحدد مشتق من الكلمة اللاتينية venustus، والتي تعني "ساحر، جميل أو رشيق".
نشر عالم الحيوان الهولندي كونراد جاكوب تيمينك الاسم Psittacus brownii تكريمًا لبراون في عام 1821، ونقل عالم الحيوان الأيرلندي نيكولاس أيليورد فيغورس الاسم إلى جنس Platycercus كـP. brownii في عام 1827، واصفًا إياه بأنه "الأجمل في العائلة".
ومع ذلك، كتب جون غولد في عمله عام 1865 Handbook to the Birds of Australia أن "هذا الطائر كان يُعرف حتى الآن لدى علماء الطيور باسم Platycercus brownii، وهو اسم تكريمي لعالم النبات الشهير؛ ولكن، للأسف، يجب أن يحل الاسم الأقدم venustus محله."

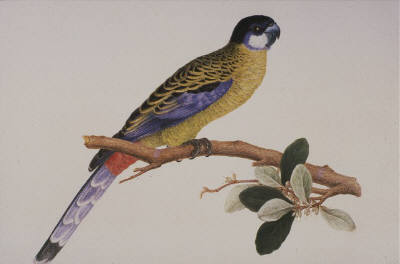
رسم لـفرديناند باور حوالي c. 1811–1813

## الوصف

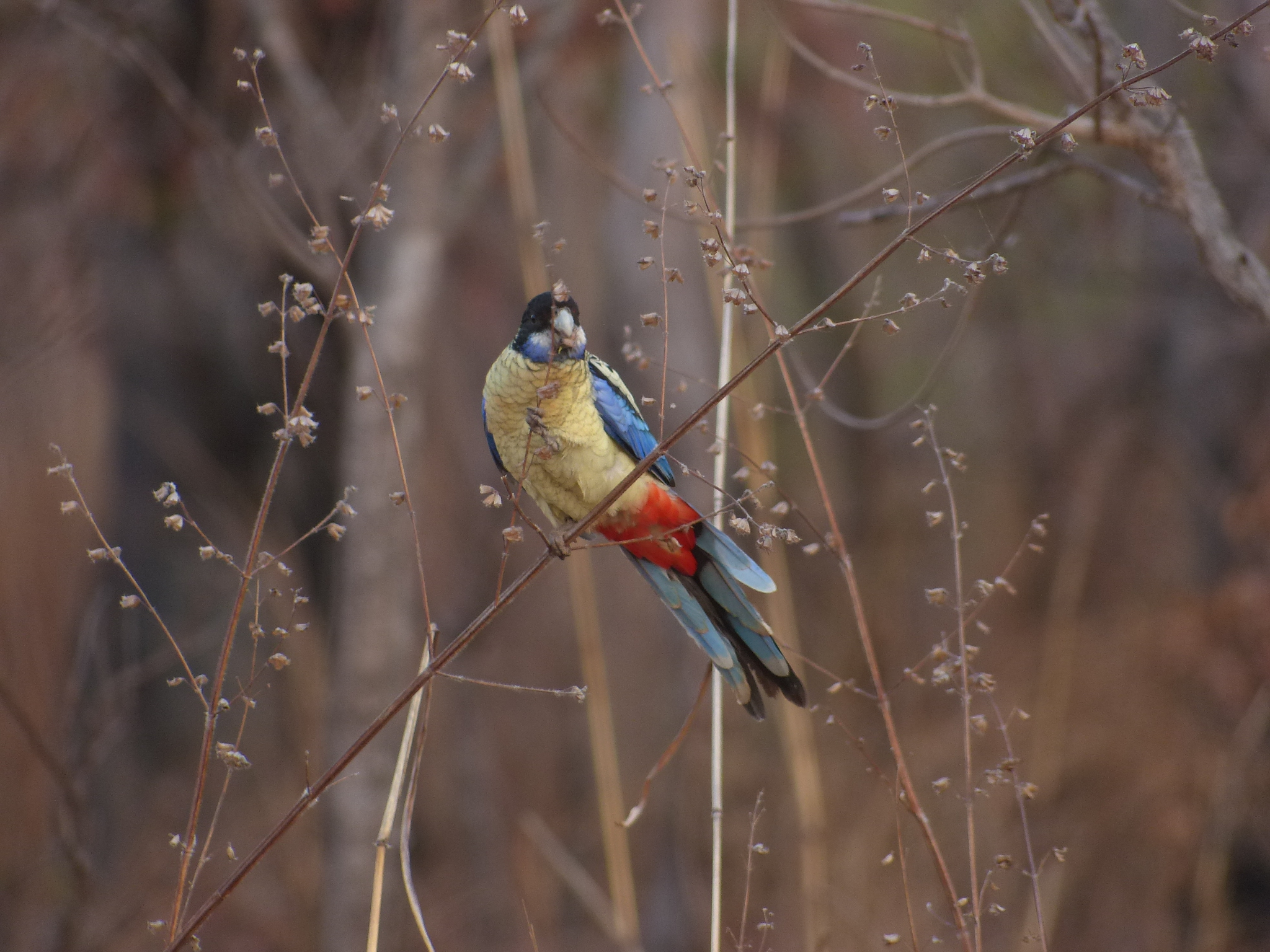
النوع الفرعي hillii، أستراليا الغربية

أصغر من جميع أنواع الروزيلا باستثناء الروزيلا الغربي، يزن الروزيلا الشمالي البالغ ما بين قالب:محتوى/تضمين
 ويبلغ طوله قالب:محتوى/تضمين
. يتميز بجناحين عريضين يبلغ طول جناحيه حوالي قالب:محتوى/تضمين
، وذيل طويل مكون من 12 ريشة. يصعب التفريق بين الجنسين، ولكن بعض الإناث البالغات يمتلكن ريشًا أقل لمعانًا، ومن المرجح أن يظهر لديهن ريش أحمر على الرأس والصدر.
يمتلك الطائر البالغ جبهة وتاجًا سوداوين، ومنطقة لورز سوداء، وأغطية أذن سوداء، والجزء العلوي من الرقبة والخلفية، وحلقًا أبيض وبقع خد كبيرة. تكون البقع بيضاء في الغالب مع حواف بنفسجية سفلية في النوع الرئيسي، وأزرق أكثر مع شريط ضيق أبيض علوي في النوع الفرعي hillii. يتميز ريش الرقبة السفلية والكتفين والظهر بقاعدة سوداء ذات حواف صفراء دقيقة، مما يضفي مظهرًا متدرجًا، بينما يكون ريش الظهر والعجز ومنطقة البطن أصفر فاتح مع حواف سوداء وقواعد رمادية مخفية.

## التوزيع والموائل
يعيش الروزيلا الشمالي عبر شمال أستراليا. في أستراليا الغربية، يوجد في منطقة كيمبرلي جنوبًا حتى خط العرض 18 جنوبًا، حول ديربي، حديقة ويندجانا جورج الوطنية، سلاسل ونامين ميليويندي الشمالية، محطة سبرينغفيل ووورمون، مع تسجيل وجود طيور متنقلة في هالز كريك وفيتزروي كروسينج.

## السلوك
ليس طائرًا اجتماعيًا، وعادةً ما يُشاهد الروزيلا الشمالي منفردًا أو في أزواج، رغم أن عدة طيور قد تتجمع على نفس الشجرة. في بعض الأحيان، تتجمع مجموعات أكبر تصل إلى 6-8 طيور، وفي حالات نادرة تصل إلى 15 فردًا..

## التكاثر
تتم عملية التعشيش في تجاويف الأشجار خلال فصل الشتاء في نصف الكرة الجنوبي، وغالبًا في أشجار الكافور القريبة من المياه. تحتوي مجموعة البيض على ما بين بيضتين إلى خمس بيضات بيضاء غير لامعة أو لامعة قليلاً، يبلغ حجمها حوالي 26 × 21 ملم (1 × 0.8 بوصة). الأنثى تحتضن البيض وحدها لمدة 19 أو 20 يومًا. تفقس الصغار مغطاة بزغب أبيض طويل وتكون عاجزة إلى حد كبير (متعلق بالعش). قد تبقى في العش لمدة تصل إلى سبعة أسابيع بعد الفقس، حيث يتم تغذيتها من قبل كلا الوالدين. الطيور الصغيرة تبقى مع والديها لمدة عام أو أكثر، وغالبًا ما تتغذى معًا في مجموعات عائلية صغيرة.

## التغذية
يتغذى الروزيلا الشمالي على الأرض في السهول العشبية المفتوحة داخل الغابات وعلى جوانب الطرق وضفاف الأنهار، وكذلك في مظلة الأشجار. يستهلك بذور الأشجار، خاصةً أشجار الكافور، الأكاسيا، وأشجار السرو (Callitris intratropica)، بالإضافة إلى الأعشاب. يتغذى أيضًا على بذور ورحيق الكافور الأبيض (أوكالبتوس أبيض)، شجرة الكافور ذات الفاكهة الطويلة (Corymbia polycarpa)، والميلاتيوكا (Melaleuca nervosa)، والغريفيليا ذات الأوراق السرخسية (Grevillea pteridifolia). يأكل كذلك الأزهار، مثل زهور الكافور الصوفي (Eucalyptus miniata)، والفواكه، كما يستهلك يرقات الحشرات والحشرات البالغة.

## الافتراس والطفيليات
يعتبر الروزيلا الشمالي فريسة للبومة البنية الصدئة (Ninox rufa). كما تم العثور على قمل الطيور Forficuloecus wilsoni على الروزيلا الشمالي.

## حالة الحفظ

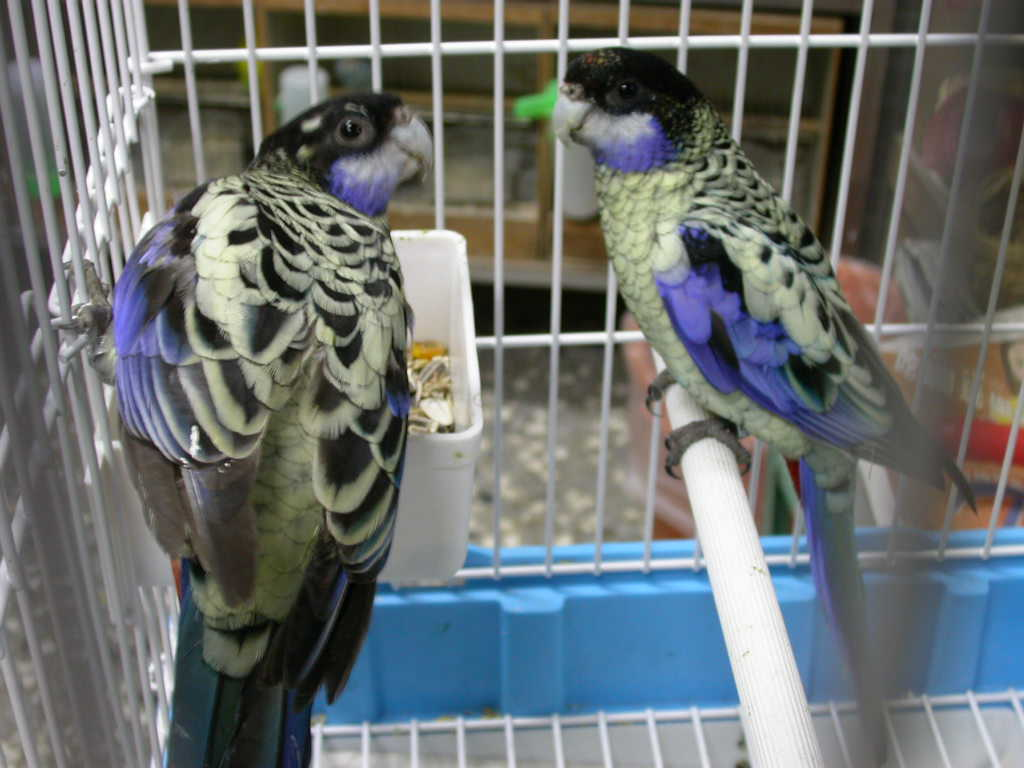
زوج في القفص يظهران الخدود الزرقاء البارزة

يصنف الروزيلا الشمالي كنوع من الأنواع الأقل قلقًا وفقًا لـ الاتحاد الدولي لحفظ الطبيعة (IUCN) نظرًا لنطاقه الواسع واستقرار أعداده، مع عدم وجود أدلة على تراجع كبير. ومع ذلك، فهو طائر غير شائع. الرعي من قبل الماشية والحرائق المتكررة في الغابات العشبية قد تؤثر سلبًا على أعداده. مثل معظم أنواع الببغاوات، الروزيلا الشمالي محمي بموجب اتفاقية التجارة الدولية بأنواع الحيوانات والنباتات البرية المهددة بالانقراض (CITES)، حيث أُدرج في الملحق الثاني للأنواع المعرضة للخطر، مما يجعل استيراد وتصدير وتجارة الحيوانات البرية المدرجة غير قانوني."Appendices I, II and III". معاهدة التجارة العالمية لأصناف الحيوان والنبات البري المهدد بالانقراض. 22 مايو 2009. مؤرشف من الأصل في 2011-10-05. اطلع عليه بتاريخ 2010-03-18.

## في تربية الطيور
معظم طيور الروزيلا الشمالية في الأسر داخل أستراليا تنتمي إلى النوع الرئيسي، ولكن توجد عينات ذات خدود زرقاء تنتمي إلى النوع الفرعي hillii أو أنواع وسيطة بينهما. ألوانه الجذابة تجعله نوعًا مرغوبًا لتربيته. في الأسر في نصف الكرة الشمالي، تم الإبلاغ عن تكاثر الروزيلا الشمالي في نفس الأشهر التي يتكاثر فيها في موطنه الطبيعي في نصف الكرة الجنوبي. ونظرًا لتكاثره المبكر في الموسم، قد تفشل مجموعات البيض الموضوعة في الأشهر الباردة من الولايات الأسترالية الأكثر برودة. حاول المربون استخدام أنظمة رش المياه داخل الأقفاص لتحفيز الأزواج على التكاثر في أوقات أخرى.

### الاستشهادات
- هيغينز، P. J. (1999). دليل طيور أستراليا ونيوزيلندا والقارة القطبية الجنوبية. ملبورن: دار نشر جامعة أكسفورد. ج. 4: الببغاوات إلى دولاربيرد. ISBN:0-19-553071-3.